# Vremja petjali esjjo ne prisjlo
Vremja petjali esjjo ne prisjlo (russisk: Время печали ещё не пришло) er en russisk spillefilm fra 1995 af Sergej Seljanov.

## Medvirkende
- Valerij Prijomykhov som Ivanov
- Pjotr Mamonov som Mefodij
- Marina Levtova som Ljalja / Sonja
- Mikhail Svetin som Zjibbajev
- Sergej Parsjin som Grinja